# Gabriel Gustafson

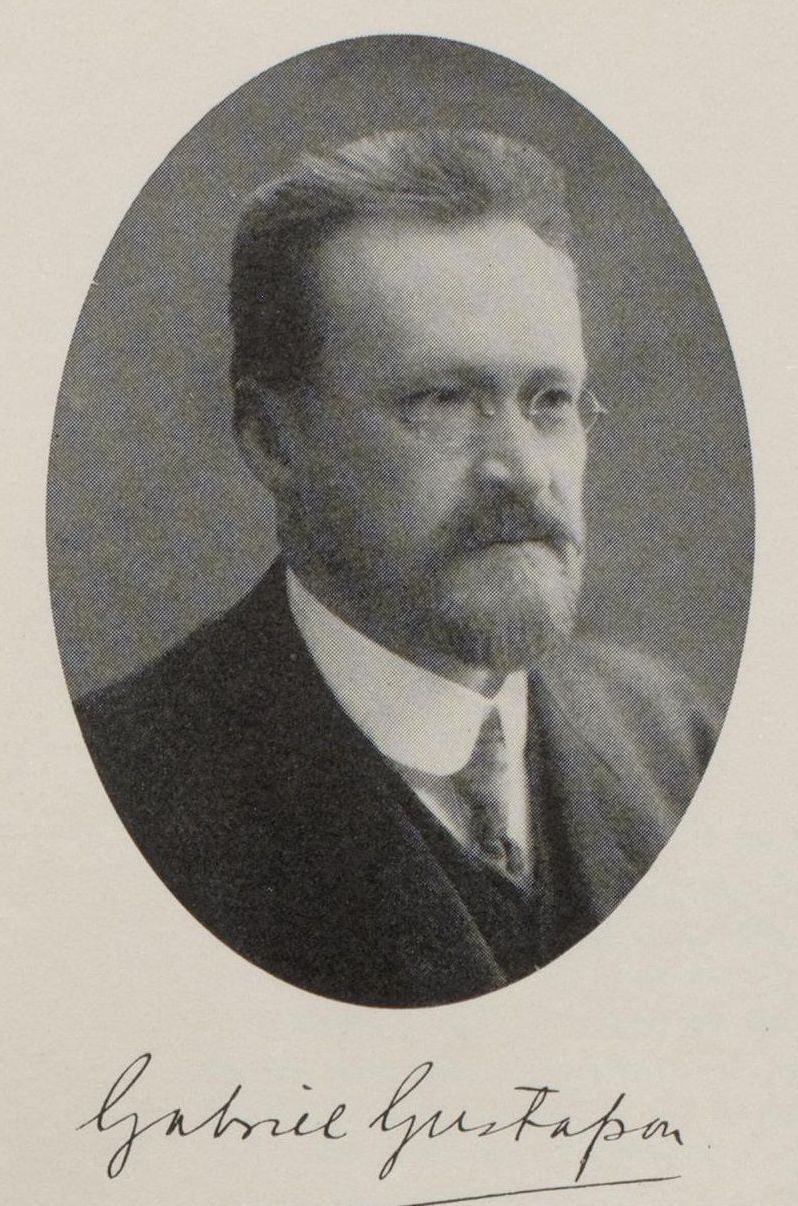
Gabriel Gustafson

Gabriel Adolf Gustafson (* 8. August 1853 in Visby, Gotland; † 16. April 1915 in Kristiania) war ein schwedischer Archäologe.

## Leben
1871 begann er ein Studium an der Universität Uppsala und führte nach dessen erfolgreichem Abschluss zwischen 1877 und 1888 eine Reihe von Grabungen und Untersuchungen in ganz Schweden durch. Von 1889 bis 1900 war er Konservator an der Universität Bergen in Bergen (Norwegen). Am 29. September 1900 wurde er Leiter der Oldsakssamlingen (Altertumssammlungen) in Oslo sowie Professor an der dortigen Fakultät. Er wurde weltweit bekannt durch seine Ausgrabung, zusammen mit dem norwegischen Archäologen Haakon Shetelig, des Oseberg-Schiffs in den Jahren 1904–1905 bei Tønsberg am Oslofjord in Norwegen.
Gustafson wurde unter anderem 1911 mit dem Sankt-Olav-Orden (Ritter 1. Klasse) und 1907 mit einer Ehrendoktorwürde der Universität Uppsala ausgezeichnet.